# Colorines, Veracruz
Colorines är en ort i Mexiko.   Den ligger i kommunen Córdoba och delstaten Veracruz, i den sydöstra delen av landet, 230 km öster om huvudstaden Mexico City. Colorines ligger 939 meter över havet och antalet invånare är 2 773.
Terrängen runt Colorines är huvudsakligen kuperad, men den allra närmaste omgivningen är platt. Runt Colorines är det tätbefolkat, med 550 invånare per kvadratkilometer. Närmaste större samhälle är Córdoba, 5,5 km öster om Colorines. Trakten runt Colorines består till största delen av jordbruksmark.